# Барбушиа, Лиза
Лиза Барбушиа (англ. Lisa Barbuscia, также Lisa B, род. 18 июня 1971 г. Нью-Йорк) — американская киноактриса, модель и певица.

## Жизнь и творчество
После этого Лиза заключает контракт с звукозаписывающей музыкальной фирмой Warner Chapell Music и переезжает в Лос-Анджелес.
Как актриса Лиза Барбушиа впервые выступает в кинематографе вместе Джеффом Фэйи в триллере «Логово змея» в 1995 году. В 1998 году она снимается в приключенческом фильме-комедии «Почти герои». Здесь она играет роль девушки-индеанки Шаквинны, жены Ги Фонтено (актёр Эжен Леви), влюблённой в руководителя экспедиции Лесли Эдвардса (которого играет Мэтью Перри). В фэнтезийном фильме «Горец. Конец игры» (2000) Лиза сыграла роль Кейт Маклеод. В кинофильме «Кроличья лихорадка» выступает не только как актриса, но и один из продюсеров. В 2001 году она исполняет музыкальную партию (песня Adore You) для фильма «Поцелуй дракона» («Kiss of the Dragon»), автором которой она сама и являлась. Позднее эта песня вошла в вышедший в 2004 году её музыкальный альбом Telling Tales.

## Семья
Лиза Барбушиа родилась в семье, имевшей пуэрто-риканские, итальянские и ирландские корни. С 2004 года она состоит в браке с Антоном Билтоном, у них есть ребёнок.

## Фильмография (избранное)
- 1995: Логово змея (Serpent’s Lair)
- 1998: Почти герои  (Almost Heroes)
- 2000: Горец: Конец игры  (Highlander. Endgame)
- 2001: Дневник Бриджет Джонс (Bridget Jones’s Diary)
- 2003: Мишель Вальян: Жажда скорости (Michel Vaillant)
- 2006: Кроличья лихорадка (Rabbit Fever)